# Leptocyrtinus similis
Leptocyrtinus similis är en skalbaggsart som beskrevs av Stefan von Breuning 1948. Leptocyrtinus similis ingår i släktet Leptocyrtinus och familjen långhorningar.
Artens utbredningsområde är Vanuatu. Inga underarter finns listade i Catalogue of Life.